# 古賀奏一郎
古賀 奏一郎（こが そういちろう、1976年 - ）は、日本の映画監督、脚本家、映画プロデューサー 。福岡県出身。

## 監督作品

### 映画
- 神隠し（2011年）脚本・編集 [1]
- 霊界の扉 ストリートビュー（2011年）編集 [2][3]

### オリジナルビデオ
- 渋谷の女子高生たちが語った呪いのリスト（2008年 - 2012年）演出・構成
- おくりびと怪奇譚（2009年）演出・構成
- Not Found -ネット上から削除された禁断動画-（2011年 - ）演出・構成
- 怖譚 -コワタン-（2013年）
- リアル脱出ゲームDVD「人狼村からの脱出」（2013年）
- 賃走談 1号車（2014年）脚本
- 賃走談 2号車（2014年）脚本
- JK心霊映像 〜女子高生が教えてくれた死ぬほど怖い話〜（2015年）演出・構成

## 参加作品

### 映画
- クレーマー case1（2008年）脚本 [1][4][注 2]
- クレーマー case2（2008年）脚本 [5]
- 制服サバイガール I（2008年）プロデューサー
- 制服サバイガール II（2008年）プロデューサー・脚本 [6]
- ゲーム・アクション（2009年）制作担当
- ランニング・オン・エンプティ（2011年）制作担当
- 明日泣く（2011年）プロデューサー
- ソラからジェシカ（2011年）制作担当
- 桜並木の満開の下に（2012年）ラインプロデューサー
- あんてるさんの花（2012年）助監督
- ゆるせない、逢いたい（2013年）プロデューサー
- ひきこさんの惨劇（2013年）ラインプロデューサー
- 禁忌（2014年）ラインプロデューサー
- さよならケーキとふしぎなランプ（2014年）プロデューサー
- ジヌよさらば〜かむろば村へ〜（2015年）ラインプロデューサー
- ディアーディアー（2015年）制作担当 [7]
- ちょき（2016年）ラインプロデューサー
- ひかりをあててしぼる（2016年）プロデューサー
- Mr.Long（2017年）ラインプロデューサー
- 愛しのアイリーン（2018年）ラインプロデューサー
- 教誨師（2018年）制作担当
- セブンガールズ（2018年）ラインプロデューサー
- ポルトの恋人たち　時の記憶（2018年）ラインプロデューサー
- 薔薇とチューリップ（2019年）ラインプロデューサー
- Autumn Leaves（2019年）ラインプロデューサー
- MOTHER マザー（2020年）ラインプロデューサー
- 平静（2020年）ラインプロデューサー
- Arc アーク（2021年）ラインプロデューサー
- 再会の奈良（2022年）ラインプロデューサー
- 夜を走る（2022年）協力プロデューサー
- PLAN75（2022年）ラインプロデューサー

- オカルトの森へようこそ（2022年）ラインプロデューサー
- カカリ-憑-（2022年）プロデューサー
- 尾かしら付き。（2022年）プロデューサー

### 短編映画
- 消えない（2022年）ラインプロデューサー

### オリジナルビデオ
- クネクネ（2010年）ラインプロデューサー

### テレビ
- 泣きめし今日子（2015年、TOKYO MX）ラインプロデューサー
- また来てマチ子の、恋はもうたくさんよ（2018年、テレビ神奈川）ラインプロデューサー
- ゆうべはお楽しみでしたね（2018年、毎日放送）ラインプロデューサー
- 潤一（2019年、関西テレビ）ラインプロデューサー
- 超特急、地球を救え。（2022年、テレビ東京/SDP）ラインプロデューサー
- ワンナイト・モーニング（2022年、WOWOW）ラインプロデューサー
- モアザンワーズ／More Than Words（2022年、Amazon Originalドラマ）ラインプロデューサー
- 往生際の意味を知れ！（2023年、MBS）ラインプロデューサー
- カプカプ（2024年、テレビ東京）プロデューサー

## 出演
- ダラケ! 〜お金を払ってでも見たいクイズ〜（2018年、BSスカパー）心霊映像ディレクター [8]
- 心霊マスターテープ（2020年、エンタメ〜テレ）
- 心霊マスターテープ2 〜念写〜（2020年、エンタメ〜テレ）

## 著書
- Writerz Stm Novels（2014年、スタンダードマガジン、ISBN 978-4938280567）原案：Mr.Weather、イラスト：白晰